# Vladimir Vapnik
Vladimir Naumovich Vapnik (em russo:  Владимир Наумович Вапник) é um matemático soviético-estadunidense.
Juntamente com Alexey Chervonenkis desenvolveu a teoria de Vapnik–Chervonenkis.
Em 1958 obteve o mestrado em matemática na Universidade Nacional do Usbequistão em Samarcanda, República Socialista Soviética Uzbeque, com o doutorado em 1964 em estatísitica no Instituto de Ciência do Controle em Moscou. Trabalhou neste instituto de 1961 a 1990, tornando-se chefe do Instituto de Pesquisas de Ciência da Computação. No final de 1990 foi para os Estados Unidos trabalhar no Departamento de Pesquisas em Sistemas Adaptativos do Bell Labs da AT&T em Holmdel (Nova Jersey). O grupo tornou-se depois Departamento de Pesquisa de Processamento de Imagens dos Laboratórios AT&T quando a AT&T foi desmembrada na Lucent Technologies em 1996. Vapnik deixou a AT&T em 2002 e foi para os laboratórios da NEC Corporation em Princeton, Nova Jersey, onde atualmente trabalha no grupo Machine Learning. Também é professor de ciência da computação e estatísitica da Royal Holloway, Universidade de Londres desde 1995, e também professor de ciência da computação da Universidade Columbia, Nova Iorque, desde 2003.
Em 2006 tornou-se membro da Academia Nacional de Engenharia dos Estados Unidos. Recebeu em 2005 o Prêmio Gabor da International Neural Network Society (INNS), em 2008 o Prêmio Paris Kanellakis, em 2010 o Neural Networks Pioneer Award, e em 2012 o Prêmio Frank Rosenblatt IEEE e a Medalha Benjamin Franklin de Computação e Ciência Cognitiva.
Quando na AT&T, Vapnik e seus colegas desenvolveram a teoria da máquina de vetores de suporte. Eles demonstraram sua performance em uma série de problemas de interesse para a comunidade de aprendizagem de máquina, incluindo o reconhecimento de escrita.

## Obras
- On the uniform convergence of relative frequencies of events to their probabilities, co-author A. Y. Chervonenkis, 1971
- Necessary and sufficient conditions for the uniform convergence of means to their expectations, co-author A. Y. Chervonenkis, 1981
- Estimation of Dependences Based on Empirical Data, 1982
- The Nature of Statistical Learning Theory, 1995
- Statistical Learning Theory, 1998
- Estimation of Dependences Based on Empirical Data, Reprint 2006 (Springer), also contains a philosophical essay on Empirical Inference Science, 2006